# Château de Moulor
Le château de Moulor  est un château datant du XIIIe siècle.

## Localisation
Le château est situé sur la commune de Loudervielle, en vallée du Louron dans le département français des Hautes-Pyrénées en région Occitanie. Il est implanté sur la colline dite de Monlaur et surplombe le lac de Génos-Loudenvielle.

## Histoire
Le donjon est attesté du XIIIe siècle, appartenant aux seigneurs de Montlaur, vassaux des barons d'Espagne-Montespan. 

## Description
Cet édifice fortifié, est composé d’une tour de guet carrée haute de 9 m.

## Galerie d'images

Sélection de vues du château
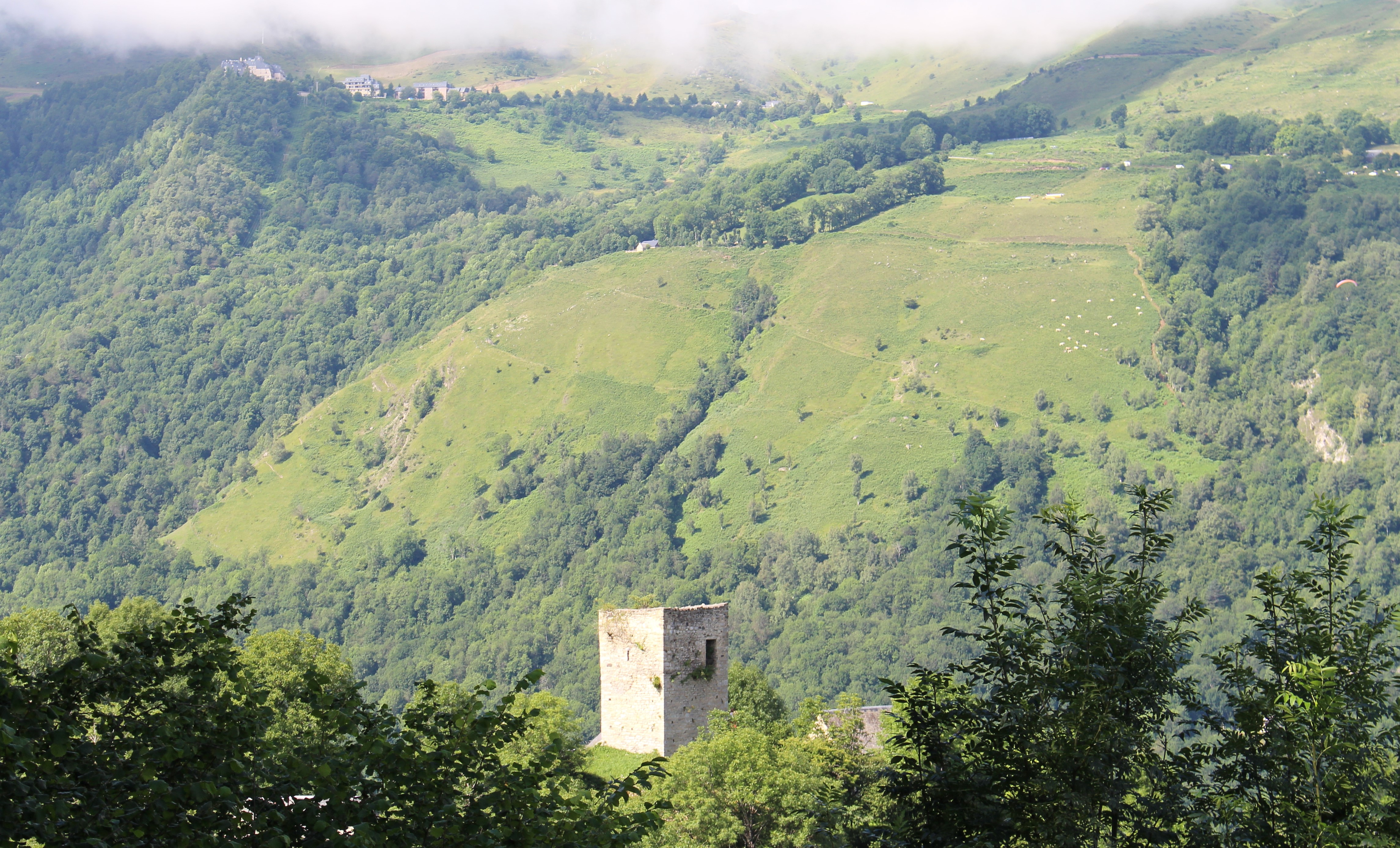
Vue générale.
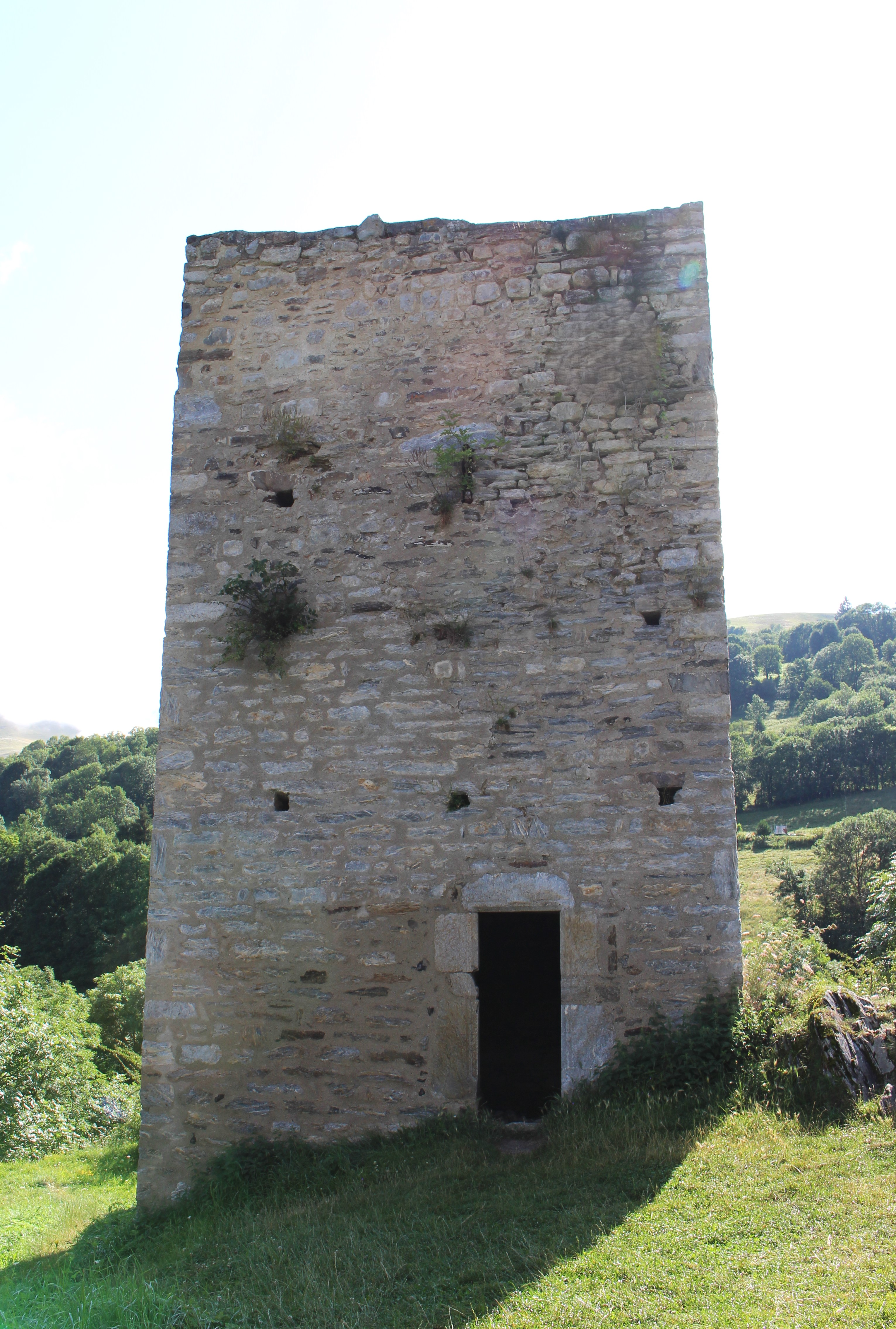
Vue de l'accès.